# Шимијан (Мехединци)
Шимијан (рум. Şimian) насеље је у Румунији у жупанији Мехединци у истоименој општини. Налази се на надморској висини од 55 m.

## Демографија
Према попису из 2011. године у селу је живело 3.844 становника што је за 144 (3,75%) више у односу на 2002. када је на попису било 3.700 становника. Већину становништва чине Румуни.
| Етнички састав према попису из 2002.‍ | Етнички састав према попису из 2002.‍ | Етнички састав према попису из 2002.‍ | Етнички састав према попису из 2002.‍ | Етнички састав према попису из 2002.‍ |
| ------------------------------------ | ------------------------------------ | ------------------------------------ | ------------------------------------ | ------------------------------------ |
|                                      |                                      |                                      |                                      |                                      |
| Румуни                               | Румуни                               |                                      | 3.615                                | 97,70%                               |
| Роми                                 | Роми                                 |                                      | 78                                   | 2,11%                                |
| Остали                               | Остали                               |                                      | 7                                    | 0,19%                                |